# Pátria Minha
Pátria Minha (título en español: Patria Mía) es una telenovela brasileña producida y transmitida por TV Globo. Se emitió del 18 de julio de 1994 al 10 de marzo de 1995. Desarrollada por Gilberto Braga, la telenovela fue dirigida por Dennis Carvalho y está protagonizada por Tarcísio Meira, Vera Fischer, José Mayer, Cláudia Abreu, Eva Wilma, Carlos Zara y Renata Sorrah.

## Elenco
| Actor/Actriz            | Personaje                         |
| ----------------------- | --------------------------------- |
| Tarcísio Meira          | Raul Pellegrini                   |
| Vera Fischer            | Lídia Laport                      |
| José Mayer              | Pedro Fonseca                     |
| Cláudia Abreu           | Alice Proença Pellegrini Laport   |
| Fábio Assunção          | Rodrigo Laport                    |
| Eva Wilma               | Teresa Pellegrini                 |
| Carlos Zara             | Evandro Aboim                     |
| Renata Sorrah           | Natália Proença                   |
| Nuno Leal Maia          | Osmar                             |
| Renée de Vielmond       | Marininha (Marina Aboim)          |
| Carlos Vereza           | Max Laport                        |
| Marieta Severo          | Loretta Pellegrini Vilela         |
| Petrônio Gontijo        | Murilo Henrique Pellegrini Vilela |
| Isadora Ribeiro         | Cilene Miranda                    |
| Felipe Camargo          | Inácio Fonseca                    |
| Deborah Evelyn          | Bárbara                           |
| Luíza Tomé              | Isabel Nogueira                   |
| Pedro Cardoso           | Albano                            |
| Lília Cabral            | Simone da Silva                   |
| Débora Duarte           | Carmita                           |
| Isabel Fillardis        | Yone Ribeiro                      |
| Ivan Cândido            | Deodato Fonseca                   |
| André Pimentel          | Joel Fonseca                      |
| Rodolfo Bottino         | Heitor                            |
| Chica Xavier            | Zilá                              |
| Aléxia Deschamps        | Alexandra                         |
| Rosita Thomaz Lopes     | Úrsula                            |
| Alexandre Moreno        | Kennedy                           |
| Odete Lara              | Walkíria                          |
| Paula Lavigne           | Flávia Aboim                      |
| Stepan Nercessian       | Devair Aguiar                     |
| Yaçanã Martins          | Gracinda                          |
| Eduardo Caldas          | Gabriel Fonseca                   |
| José D'Artagnan Júnior  | Aderbal                           |
| Zeni Pereira            | Isaura                            |
| Fátima Freire           | Iracema                           |
| Nildo Parente           | Fausto                            |
| Carlos Kroeber          | Cristiano                         |
| Emílio de Mello         | Hélio Pastor                      |
| Lu Mendonça             | Lourdes                           |
| Cássia Linhares         | Luciana                           |
| Rodrigo Santoro         | Nando                             |
| Flávia Alessandra       | Cláudia                           |
| Flávia Bonato           | Daniela                           |
| Luciano Vianna          | Ronaldo                           |
| Fábio Pillar            | Etevaldo                          |
| Fernando Eiras          | Dirceu                            |
| Paulo Reis              | Ciro                              |
| Clementino Kelé         | Rangel                            |
| Jane Bezerra            | Carlota                           |
| Patrícia Novaes         | Marilu                            |
| Cláudio Corrêa e Castro | Valdomiro Bezerra de Quental      |